# Maximilian Eugen von Österreich

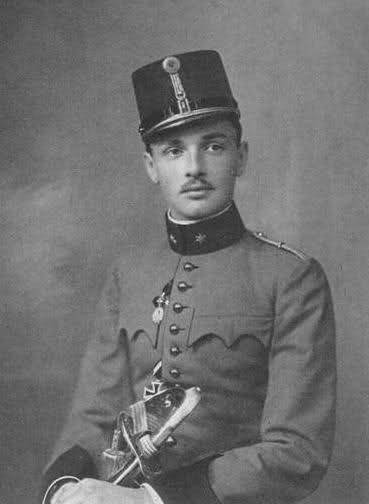
Erzherzog Maximilian Eugen von Österreich

Maximilian Eugen Ludwig Friedrich Philipp Ignatius Joseph Maria von Österreich, ab 1919 Maximilian Eugen Habsburg-Lothringen (* 13. April 1895 in Wien; † 19. Jänner 1952 in Nizza), war Mitglied der österreichisch-ungarischen Herrscherfamilie Habsburg-Lothringen. Er war der jüngere Bruder von Karl I., dem letzten Kaiser von Österreich und König von Ungarn.

## Leben

### Herkunft

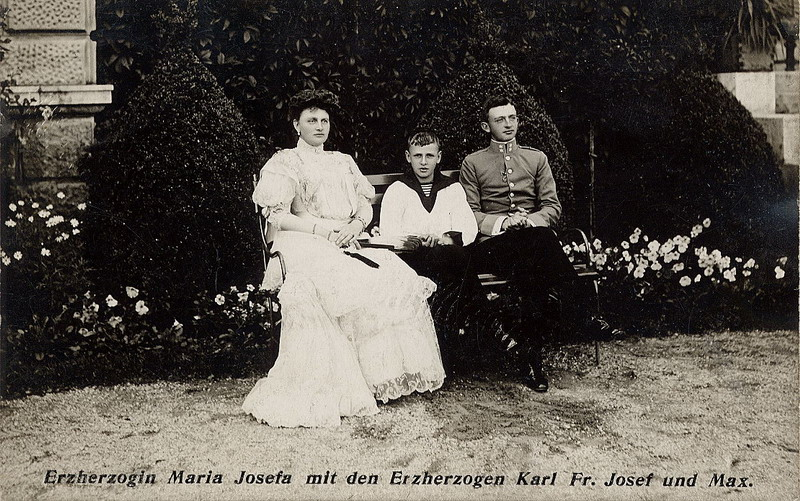
Erzherzog Maximilian zwischen seiner Mutter Maria Josepha und seinem Bruder Karl Franz Josef (dem späteren Kaiser Karl I.) – um 1910

Maximilian Eugen wurde als Sohn von Erzherzog Otto (1865–1906) und von Prinzessin Maria Josepha von Sachsen (1867–1944) in Wien geboren. Er war der einzige Bruder des letzten Kaisers von Österreich und Königs von Ungarn, Karl I./IV., der 1916–1918 regierte.
Er heiratete Prinzessin Franziska zu Hohenlohe-Waldenburg-Schillingsfürst, eine Tochter des Prinzen Konrad zu Hohenlohe-Waldenburg-Schillingsfürst und dessen Gemahlin Gräfin Franziska von Schönborn-Buchheim, am 29. November 1917 in Laxenburg bei Wien, wo sein Bruder im Krieg gern residierte. 1917/1918 wohnte er in Schloss Belvedere in Wien, das zuletzt der 1914 in Sarajewo ermordete Thronfolger Franz Ferdinand von Österreich-Este bewohnt hatte.

### Nach dem Ende der Monarchie
Mit dem Adelsaufhebungsgesetz im April 1919 wurden in der neuen Republik (Deutsch-)Österreich der Adel und die Adelstitel abgeschafft. Der vollständige Titel und Name des nunmehr Maximilian Eugen Habsburg-Lothringen lautete bis dahin Seine Kaiserliche und Königliche Hoheit Erzherzog Maximilian Eugen Ludwig Friedrich Philipp Ignatius Joseph, Königlicher Prinz von Ungarn und Böhmen. Mit dem Habsburgergesetz wurden die Herrschaftsansprüche des Hauses Habsburg rechtlich beendet und die Kaiserfamilie und alle Familienmitglieder des Landes verwiesen, die sich nicht als getreuer Bürger der Republik bekennen wollten. Da Maximilian Eugen Habsburg-Lothringen dies ablehnte, musste er, obwohl weiterhin österreichischer Staatsbürger, nun im Ausland leben.
Er starb 1952 in Nizza und wurde in der Gruft der Schlosskirche St. Michael in Schloss Altshausen in Baden-Württemberg beigesetzt. Am 4. April 2019 wurde er in die Stiftskirche St. Peter in Salzburg überführt.

## Nachkommen
Aus der Ehe Maximilian Eugens mit Franziska zu Hohenlohe-Waldenburg-Schillingsfürst gingen zwei Söhne hervor:
- Ferdinand von Österreich (ab 1919: Habsburg-Lothringen) (* 6. Dezember 1918 in Wien; † 6. August 2004 in Ulm); ⚭ 1956 Helene Gräfin zu Törring-Jettenbach (* 1937)
- Heinrich Karl Maria Habsburg-Lothringen (* 7. Jänner 1925 in München; † 20. März 2014 in Zürich); ⚭ 1961 Ludmilla Gräfin von Galen (* 1939); 4 Kinder

## Vorfahren
| Ahnentafel Maximilian Eugen von Österreich | Ahnentafel Maximilian Eugen von Österreich                                                     | Ahnentafel Maximilian Eugen von Österreich                                                                    | Ahnentafel Maximilian Eugen von Österreich                                                     | Ahnentafel Maximilian Eugen von Österreich                                                           | Ahnentafel Maximilian Eugen von Österreich                                                | Ahnentafel Maximilian Eugen von Österreich                                                                    | Ahnentafel Maximilian Eugen von Österreich                                                                    | Ahnentafel Maximilian Eugen von Österreich                                                   |
| ------------------------------------------ | ---------------------------------------------------------------------------------------------- | --- | ---------------------------------------------------------------------------------------------- | --- | ----------------------------------------------------------------------------------------- | --- | --- | -------------------------------------------------------------------------------------------- |
| Ururgroßeltern                             | Kaiser Franz II. (1768–1835) ⚭ 1790 Maria Theresia von Neapel-Sizilien (1772–1807)             | König Maximilian I. Joseph von Bayern (1756–1825) ⚭ 1797 Karoline Friederike Wilhelmine von Baden (1776–1841) | König Franz I. von Sizilien (1777–1830) ⚭ 1802 Maria Isabel von Spanien (1789–1848)            | Karl von Österreich-Teschen (1771–1847) ⚭ 1815 Henriette Alexandrine von Nassau-Weilburg (1797–1829) | Maximilian von Sachsen (1759–1838) ⚭ 1792 Caroline von Bourbon-Parma (1770–1804)          | König Maximilian I. Joseph von Bayern (1756–1825) ⚭ 1797 Karoline Friederike Wilhelmine von Baden (1776–1841) | Ferdinand von Sachsen-Coburg-Saalfeld-Koháry (1785–1851) ⚭ 1815 Maria Antonie Gabriele von Koháry (1797–1862) | Kaiser Peter I. von Brasilien (1798–1834) ⚭ 1817 Maria Leopoldine von Österreich (1797–1826) |
| Urgroßeltern                               | Franz Karl von Österreich (1802–1878) ⚭ 1824 Sophie Friederike von Bayern (1805–1872)          | Franz Karl von Österreich (1802–1878) ⚭ 1824 Sophie Friederike von Bayern (1805–1872)                         | König Ferdinand II. (1810–1859) ⚭ 1837 Maria Theresia von Österreich (1816–1867)               | König Ferdinand II. (1810–1859) ⚭ 1837 Maria Theresia von Österreich (1816–1867)                     | König Johann von Sachsen (1801–1873) ⚭ 1822 Amalie Auguste von Bayern (1801–1877)         | König Johann von Sachsen (1801–1873) ⚭ 1822 Amalie Auguste von Bayern (1801–1877)                             | König Ferdinand II. von Portugal (1816–1885) ⚭ 1836 Maria II. von Portugal (1819–1853)                        | König Ferdinand II. von Portugal (1816–1885) ⚭ 1836 Maria II. von Portugal (1819–1853)       |
| Großeltern                                 | Karl Ludwig von Österreich (1833–1896) ⚭ 1862 Maria Annunziata von Neapel-Sizilien (1843–1871) | Karl Ludwig von Österreich (1833–1896) ⚭ 1862 Maria Annunziata von Neapel-Sizilien (1843–1871)                | Karl Ludwig von Österreich (1833–1896) ⚭ 1862 Maria Annunziata von Neapel-Sizilien (1843–1871) | Karl Ludwig von Österreich (1833–1896) ⚭ 1862 Maria Annunziata von Neapel-Sizilien (1843–1871)       | König Georg von Sachsen (1832–1904) ⚭ 1859 Maria Anna von Portugal (1843–1884)            | König Georg von Sachsen (1832–1904) ⚭ 1859 Maria Anna von Portugal (1843–1884)                                | König Georg von Sachsen (1832–1904) ⚭ 1859 Maria Anna von Portugal (1843–1884)                                | König Georg von Sachsen (1832–1904) ⚭ 1859 Maria Anna von Portugal (1843–1884)               |
| Eltern                                     | Otto Franz Joseph von Österreich (1865–1906) ⚭ 1886 Maria Josepha von Sachsen (1867–1944)      | Otto Franz Joseph von Österreich (1865–1906) ⚭ 1886 Maria Josepha von Sachsen (1867–1944)                     | Otto Franz Joseph von Österreich (1865–1906) ⚭ 1886 Maria Josepha von Sachsen (1867–1944)      | Otto Franz Joseph von Österreich (1865–1906) ⚭ 1886 Maria Josepha von Sachsen (1867–1944)            | Otto Franz Joseph von Österreich (1865–1906) ⚭ 1886 Maria Josepha von Sachsen (1867–1944) | Otto Franz Joseph von Österreich (1865–1906) ⚭ 1886 Maria Josepha von Sachsen (1867–1944)                     | Otto Franz Joseph von Österreich (1865–1906) ⚭ 1886 Maria Josepha von Sachsen (1867–1944)                     | Otto Franz Joseph von Österreich (1865–1906) ⚭ 1886 Maria Josepha von Sachsen (1867–1944)    |
| Maximilian Eugen von Österreich            |                                                                                                | |                                                                                                | |                                                                                           | | |                                                                                              |